# Volitve
Volitve so politični postopek, med katerim upravičenci oddajo svoj glas, ki predstavlja njihovo pravico do udeležbe v političnem dogajanju, ter tako prenesejo svoje pravice na drugo osebo - politika, ki se s tem ukvarja poklicno.
V večini današnjih držav je volilna pravica omejena le na državljanstvo in polnoletnost, toda v nekaterih državah se volitev ne smejo udeleževati kriminalci, ženske,...

## Volitve v Sloveniji
Volitve v Sloveniji so zagotovljene z Ustavo Republike Slovenije, na njih lahko sodelujejo volilni upravičenci (vsi državljani Slovenije, ki so dopolnili 18 let) ter tako sodelujejo v politiki Slovenije. Za izvedbo je odgovorna Državna volilna komisija.